# Faribault (canton)
Pour les articles homonymes, voir Faribault.
Faribault est un canton canadien de l'est du Québec situé dans la municipalité régionale de comté de La Matanie dans la région administrative du Bas-Saint-Laurent.  Il fut proclamé officiellement le 27 janvier 1940.  Il couvre une superficie de 18 210 hectares.

## Toponymie
Le toponyme Faribault est en l'honneur de l'avocat et greffier québécois Georges-Barthélemi Faribault (1789-1866).